# شهرستان تاخوف
ناحیهٔ تاخوو (به لاتین: Tachov District) یک ناحیه در جمهوری چک است که در منطقه پلزن واقع شده‌است. ناحیهٔ تاخوو ۱٬۳۷۸٫۶۸ کیلومتر مربع مساحت و ۵۲٬۸۹۵ نفر جمعیت دارد.